# San Juan (Poás)
San Juan è un distretto della Costa Rica facente parte del cantone di Poás, nella provincia di Alajuela.
San Juan comprende 3 rioni (barrios):
- La Altura
- San Juan Norte
- Villa de San Juan